# Ukrainizm
Ukrainizm – wyraz, zwrot lub konstrukcja zdaniowa przejęta z języka ukraińskiego przez inne kultury językowe lub na tym języku wzorowana, szczególna postać rutenizmu.

## Przykłady w języku polskim
- czeremcha – oryginalna trzemcha (por. cz. střemcha) skutecznie wyparta począwszy od XVII wieku[1]
- czereśnie – oryginalnie trześnia (por. cz. třešně)[2]
- dereń – oryginalnie drzeń lub drzoń (por. cz. dřín)[3]
- hałas[4]
- kacap
- kołtun[5]
- mereżka
- niesamowity – od ukr. nesamovýtyj, tj. ogromny, bardzo silny[6]
- prowodyr
- sicz
- step[7]

## Pośrednictwo dla importów z języków tureckich
Szczególną kategorię stanowią zapożyczenia, dla których język staroruski i ukraiński były pośrednikiem dla oryginalnego zapożyczenia słowiańskiego z języków tureckich (turcyzm):
- borsuk – pierwotny jaźwiec został wyparty nawet w Wielkopolsce do XVI wieku[8]
- hajdamaka
- wataha[9]